# The Ballad of High Noon
The Ballad of High Noon (ou Do Not Forsake Me, O My Darlin) est une chanson écrite par Ned Washington et composée par Dimitri Tiomkin pour le film Le train sifflera trois fois (titre original : High Noon), sorti en 1952.
C'est la chanson thème du film. Elle est chantée pendant le générique par Tex Ritter. Ensuite, la mélodie de la chanson sera répétée tout au long du film.
En mars 1953, la chanson a été couronnée par l'Oscar de la meilleure chanson originale.

## Accolades
La chanson (dans la version originale du film Le train sifflera trois fois, interprétée par Tex Ritter) fut classée e dans la liste des « 100 plus grandes chansons du cinéma américain » selon l'American Film Institute (AFI).

## Reprises
Si toi aussi tu m'abandonnes est la version française, enregistrée par John William et qui lancera sa carrière.